# Première circonscription électorale de la province de Bursa
La première circonscription électorale de Bursa correspond à un groupement de 6 districts dans l'ouest de la province du même nom et envoie 10 députés à la Grande Assemblée nationale de Turquie. Elle a été créée lors du redécoupage électoral de 2018.

## Composition
La première circonscription de Bursa est divisée en 6 districts (ilçe). Chaque district est composé d'un chef-lieu et de municipalités (communes et villages).

## Résultats électoraux

### Élections législatives de 2018
| Partis                   | Partis                                        | Voix      | %     | Sièges | Élus                                                                          |  |
| ------------------------ | --------------------------------------------- | --------- | ----- | ------ | ----------------------------------------------------------------------------- |  |
|                          | Parti de la justice et du développement (AKP) | 433 129   | 43,21 | 5      | Hakan Çavuşoğlu, Mustafa Esgin, Refik Özen, Emine Yavuz Gözgeç et Ahmet Kılıç |  |
|                          | Parti républicain du peuple (CHP)             | 258 159   | 25,75 | 3      | Lale Karabıyık, Erkan Aydın et Nurhayat Altaca Kayışoğlu                      |  |
|                          | Le Bon Parti (İYİ)                            | 142 512   | 14,22 | 1      | İsmail Tatlıoğlu                                                              |  |
|                          | Parti d'action nationaliste (MHP)             | 99 469    | 9,92  | 1      | İsmet Büyükataman                                                             |  |
|                          | Parti démocratique des peuples (HDP)          | 47 685    | 4,76  | 0      |                                                                               |  |
|                          | Parti de la félicité (SP)                     | 16 504    | 1,65  | 0      |                                                                               |  |
|                          | Parti patriote (VATAN)                        | 2 393     | 0,24  | 0      |                                                                               |  |
|                          | Parti de la cause libre (HÜDA PAR)            | 1 722     | 0,17  | 0      |                                                                               |  |
|                          | Indépendants (Ind.)                           | 885       | 0,09  | 0      |                                                                               |  |
|                          |                                               |           |       |        |                                                                               |  |
| Total                    | Total                                         | 1 002 458 | 100   | 10     | -                                                                             |  |
| Inscrits / participation | Inscrits / participation                      | 1 102 185 | 89,95 |        |                                                                               |  |

### Élections législatives de 2023
| Partis                   | Partis                                        | Voix      | %     | Sièges | +/-           | Élus                                                                    |
| ------------------------ | --------------------------------------------- | --------- | ----- | ------ | ------------- | ----------------------------------------------------------------------- |
|                          | Parti de la justice et du développement (AKP) | 405 880   | 35,92 | 5      |               | Efkan Ala, Refik Özen, Ahmet Kılıç, Emine Yavuz Gözgeç et Mustafa Yavuz |
|                          | Parti républicain du peuple (CHP)             | 306 486   | 27,12 | 3      | en stagnation | Kayıhan Pala, Nurhayat Altaca Kayışoğlu et Mehmet Atmaca                |
|                          | Le Bon Parti (İYİ)                            | 153 262   | 13,56 | 1      | en stagnation | Yüksel Selçuk Türkoğlu                                                  |
|                          | Parti d'action nationaliste (MHP)             | 90 922    | 8,05  | 1      | en stagnation | İsmet Büyükataman                                                       |
|                          | Parti de la victoire (ZP)                     | 42 569    | 3,77  | 0      | Nv.           |                                                                         |
|                          | Parti de la gauche verte (YSP)                | 37 323    | 3,30  | 0      | en stagnation |                                                                         |
|                          | Nouveau parti de la prospérité (YRP)          | 35 061    | 3,10  | 0      | Nv.           |                                                                         |
|                          | Parti des travailleurs de Turquie (TIP)       | 15 715    | 1,39  | 0      | en stagnation |                                                                         |
|                          | Parti de la patrie (M)                        | 15 592    | 1,38  | 0      | Nv.           |                                                                         |
|                          | Parti de la grande unité (BBP)                | 9 260     | 0,82  | 0      | en stagnation |                                                                         |
|                          | Parti jeune (GP)                              | 4 321     | 0,38  | 0      | en stagnation |                                                                         |
|                          | Parti de la justice (AP)                      | 3 194     | 0,28  | 0      | Nv.           |                                                                         |
|                          | Parti de la mère patrie (ANAP)                | 1 836     | 0,16  | 0      | en stagnation |                                                                         |
|                          | Parti patriote (VATAN)                        | 1 660     | 0,15  | 0      | en stagnation |                                                                         |
|                          | Parti de la nation (MP)                       | 1 339     | 0,12  | 0      | en stagnation |                                                                         |
|                          | Parti de la justice et de l'unité (AB)        | 1 097     | 0,10  | 0      | Nv.           |                                                                         |
|                          | Parti communiste de Turquie (TKP)             | 980       | 0,09  | 0      | en stagnation |                                                                         |
|                          | Parti de gauche (SOL)                         | 878       | 0,08  | 0      | en stagnation |                                                                         |
|                          | Parti des droits et libertés (HAK)            | 702       | 0,06  | 0      | en stagnation |                                                                         |
|                          | Parti de libération du peuple (HKP)           | 551       | 0,05  | 0      | en stagnation |                                                                         |
|                          | Parti de la route nationale (MYP)             | 314       | 0,03  | 0      | Nv.           |                                                                         |
|                          | Mouvement communiste (TKH)                    | 247       | 0,02  | 0      | Nv.           |                                                                         |
|                          | Parti de l'innovation (YP)                    | 183       | 0,02  | 0      | Nv.           |                                                                         |
|                          | Parti de l'union du pouvoir (GBP)             | 18        | 0,00  | 0      | Nv.           |                                                                         |
|                          | Indépendants (Ind.)                           | 716       | 0,06  | 0      | en stagnation |                                                                         |
|                          |                                               |           |       |        |               |                                                                         |
| Total                    | Total                                         | 1 130 034 | 100   | 10     | en stagnation | -                                                                       |
| Inscrits / participation | Inscrits / participation                      | 1 221 525 | 91,27 |        |               |                                                                         |